# Francolinus icterorhynchus
Francolinus icterorhynchus là một loài chim trong họ Phasianidae.